# 4x4越野赛车
《4x4越野赛车》是 Odan MicroDesign设计，Epyx在1988年发行的竞速游戏。游戏包括泥路、冰路、沙漠和山路四个地图。

## 评价
《Compute!》称游戏为“愉快的驾驶”。